# Марк Саранек
Марк Саранек (англ. Mark Szaranek; нар. 16 серпня 1995, Керколді, Файф, Шотландія, Велика Британія) — британський плавець.